# كلية الطب بجامعة فيرجينيا
كلية الطب بجامعة فيرجينيا (بالإنجليزية: University of Virginia School of Medicine)‏ هي إحدى كليات تدريس الطب في الولايات المتحدة الأمريكية. تقع في مدينة شارلوتسفيل في ولاية فيرجينيا الأمريكية. نوع الشهادة الطبية التي يتم تحصيلها هناك هي دكتور في الطب.

## معرض صور

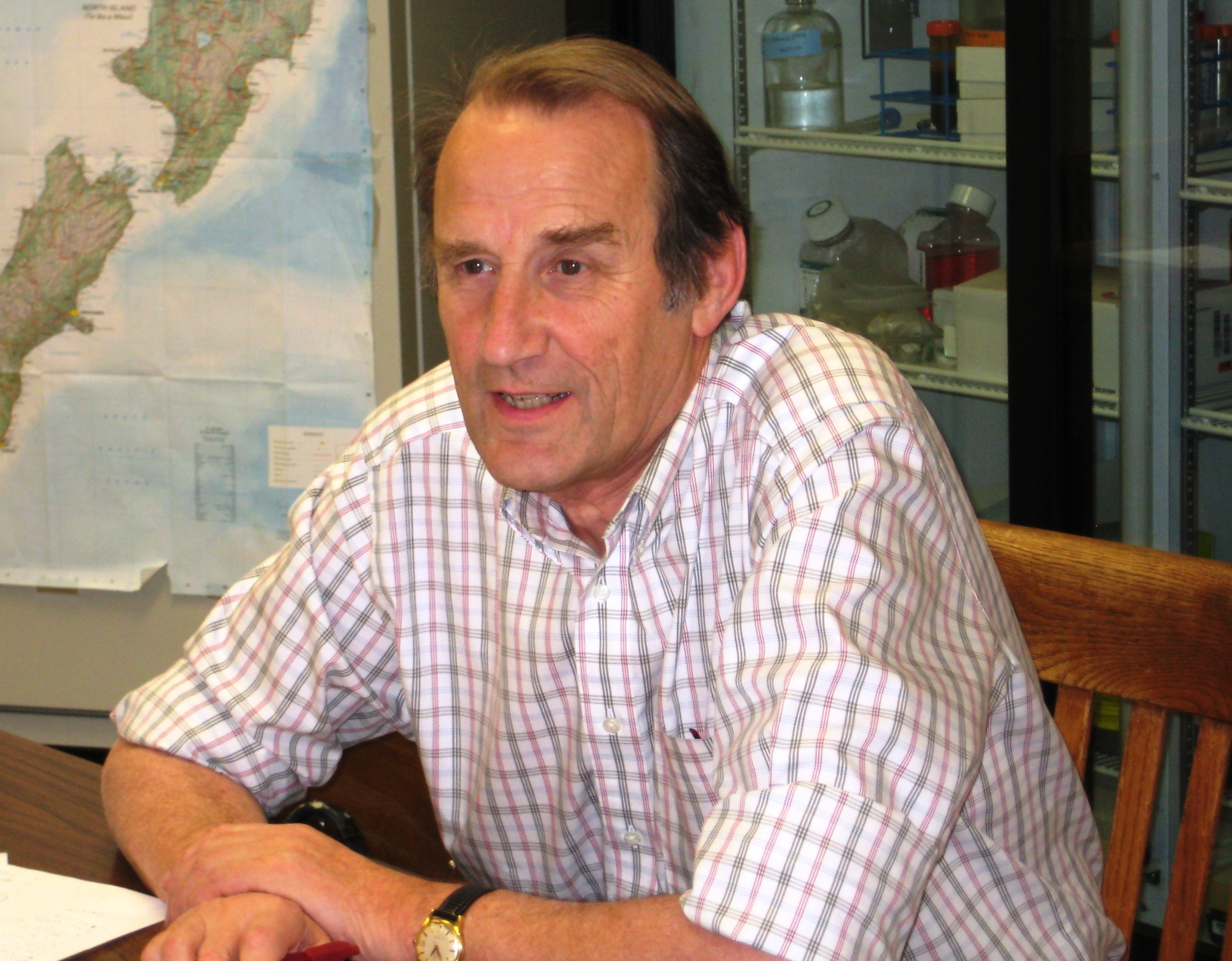
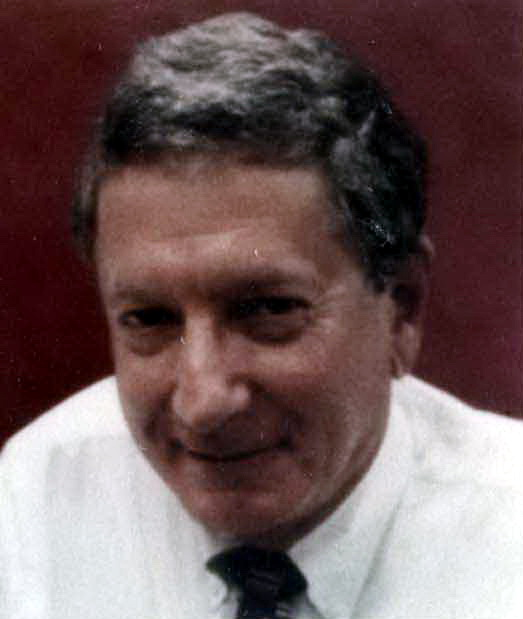
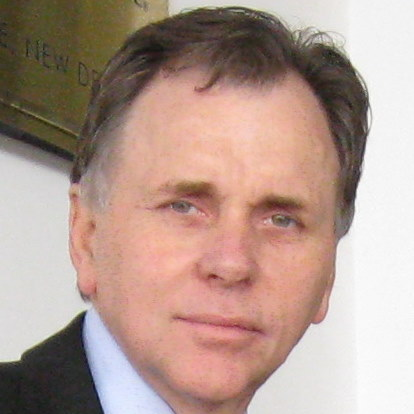
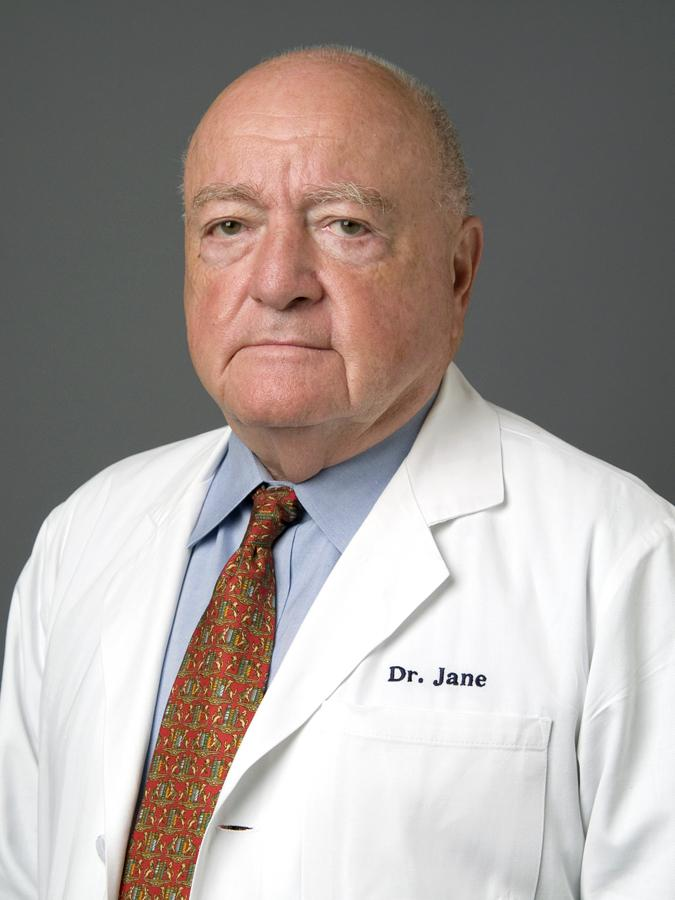
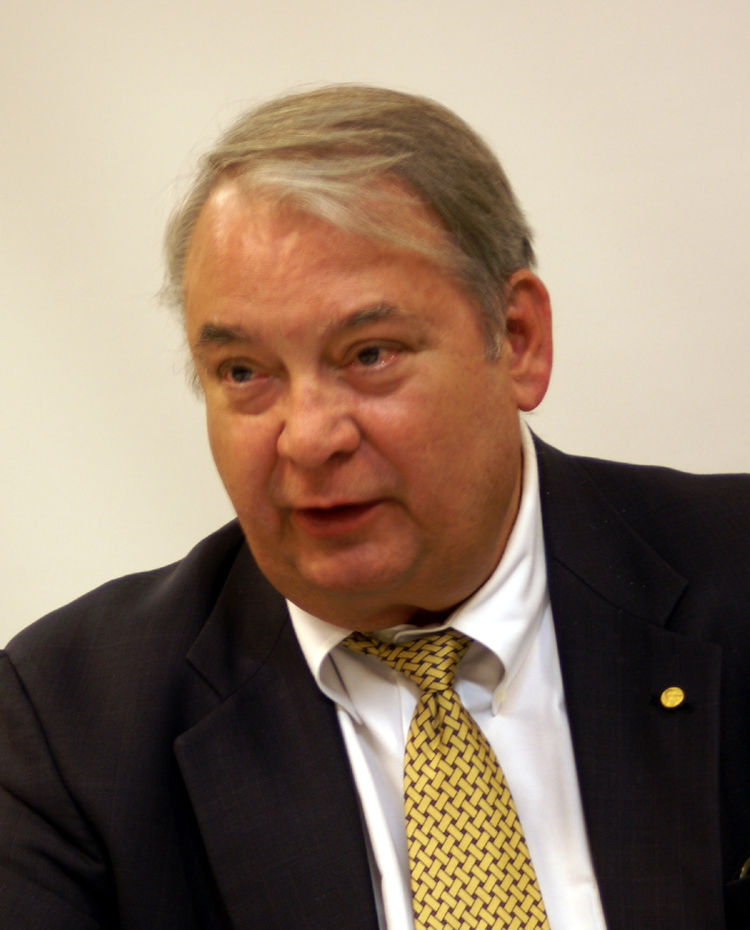